# Kazan World
Kazan World is een Russische muziekgroep die vooral folkmuziek maakt en speelt.

## Türkvizyonsongfestival
In 2014 nam de groep deel aan de Tataarse preselectie voor het Türkvizyonsongfestival 2014. De groep eindigde na enkele rondes op een tweede plaats, achter winnaar Ajdar Soelejmanov. Maar omdat ze tweede werden, werd de groep door de Russische omroep uitgekozen Moskou te vertegenwoordigen op het festival. Daardoor zal de groep toch te zien zijn op het festival. In de halve finale eindigde de groep vijfde, genoeg om zich te kwalificeren voor de finale. In de finale eindigde de groep op een teleurstellende twaalfde plaats op vijftien deelnemers.
2014: Kazan World · 
2020: Olga Napoli